# Корана (Мичиген)
Корана (енгл. Corunna) град је у америчкој савезној држави Мичиген. По попису становништва из 2010. у њему је живело 3.497 становника.

## Демографија
Према попису становништва из 2010. у граду је живело 3.497 становника, што је 116 (3,4%) становника више него 2000. године.
| Група             | 2000.         | 2010.         |
| Белци             | 3.200 (94,6%) | 3.270 (93,5%) |
| Афроамериканци    | 36 (1,1%)     | 42 (1,2%)     |
| Азијати           | 7 (0,2%)      | 46 (1,3%)     |
| Хиспаноамериканци | 86 (2,5%)     | 83 (2,4%)     |
| Укупно            | 3.381         | 3.497         |